# SN 2003jl
SN 2003jl – supernowa typu Ia odkryta 22 października 2003 roku w galaktyce A022828-0808. W momencie odkrycia miała maksymalną jasność 22,40m.